# Grup puntual de simetria
| La flor Bauhinia blakeana de la bandera de Hong Kong que té una simetria C₅; l'estrella en cada pètal té una simetria D₅. | El símbol del Yin i Yang té una simetria C₂ amb els colors invertits |

En geometria, un grup puntual és un grup de simetries geomètriques (isometries) que mantenen almenys un punt fix. Hi pot haver grups puntuals en un espai euclidià amb qualsevol dimensió, i cada grup puntual en la dimensió d és un subgrup del grup ortogonal O(d). Els grups puntuals es poden realitzar com a conjunts de matrius ortogonals M que transformen el punt x en el punt y:
y = Mx
on l'origen és el punt fix. Els elements dels grups puntuals poden ser o bé rotacions (determinant de M = 1) o bé reflexions, rotacions impròpies (determinant de M = −1).
Els grups puntuals discrets de més d'una dimensió tenen famílies infinites, però segons el teorema de restricció cristal·logràfica i un dels teoremes de Bieberbach cada nombre de dimensions només té un nombre finit de grups puntuals que són simètrics sobre algunes xarxes o quadrícules amb aquest nombre. Aquests són els grups puntuals cristal·logràfics.